# Norderney (Schiff, 1970)
Die Norderney (A 1455) war ein Seeschlepper, der von 1970 bis 2002 für die Bundesmarine / Deutsche Marine in Dienst war. Seit November 2002 ist das Schiff als ROU 23 Maldonado als Offshore-Patrouillenboot für die Uruguayische Marine im Einsatz.

## Entwurf
Die Norderney war die Baunummer 5 der bei Schichau Unterweser in Bremerhaven gebauten Wangerooge-Klasse, einer Serie von 6 Seeschleppern der Klasse 722.
Der Rumpf ist in Maierform mit Eisverstärkung (finnische Eisklasse 1A) gebaut und in acht wasserdichte Abteilungen unterteilt. Die Aufbauten sind aus Leichtmetall. Zur Ausrüstung des Schiffes gehören ABC-Schutz, magnetischer Eigenschutz, Feuerlöschmonitore, Werkstätten, eine Schleppvorrichtung und ein 5-t-Ladebaum.
Als Bewaffnung stand eine Bofors 40-mm-L70-Einzellafette auf der Back. Sie wurde zunächst kokoniert und später ausgebaut.

## Einsatz

### Bundesmarine / Deutsche Marine
Die Norderney wurde am 15. Oktober 1970 für das 2. Versorgungsgeschwader in Dienst gestellt und war leihweise für den Marinearsenalbetrieb Kiel in Fahrt. Nach der ersten Außerdienststellung am 30. Januar 1976 war das Schiff im Marinearsenal Wilhelmshaven aufgelegt. Der zunächst geplante Umbau zum Minenwurf- und Lichtboot erfolgte jedoch auf dem Schwesterschiff Langeoog. Mit deren Außerdienststellung wurde die Norderney mit der Besatzung der Langeoog am 7. Februar 1977 für das 1. Versorgungsgeschwader (ab 1997 Trossgeschwader) wieder in Dienst gestellt. Heimatstützpunkt war Olpenitz bis zur Außerdienststellung am 22. November 2002.

### Uruguayische Marine
Unmittelbar nach der Außerdienststellung wurde das Schiff am 22. November 2002 in Kiel von der Uruguayischen Marine als ROU 23 Maldonado in Dienst gestellt und am 27. Dezember 2002 in Anwesenheit des Präsidenten Jorge Batlle Ibáñez als Offshore-Patrouillenboot (Buque de Patrulla Oceánica) für das Unterstützungsgeschwader (División Servicios de las Fuerzas de Mar) übernommen.

## Weblinks

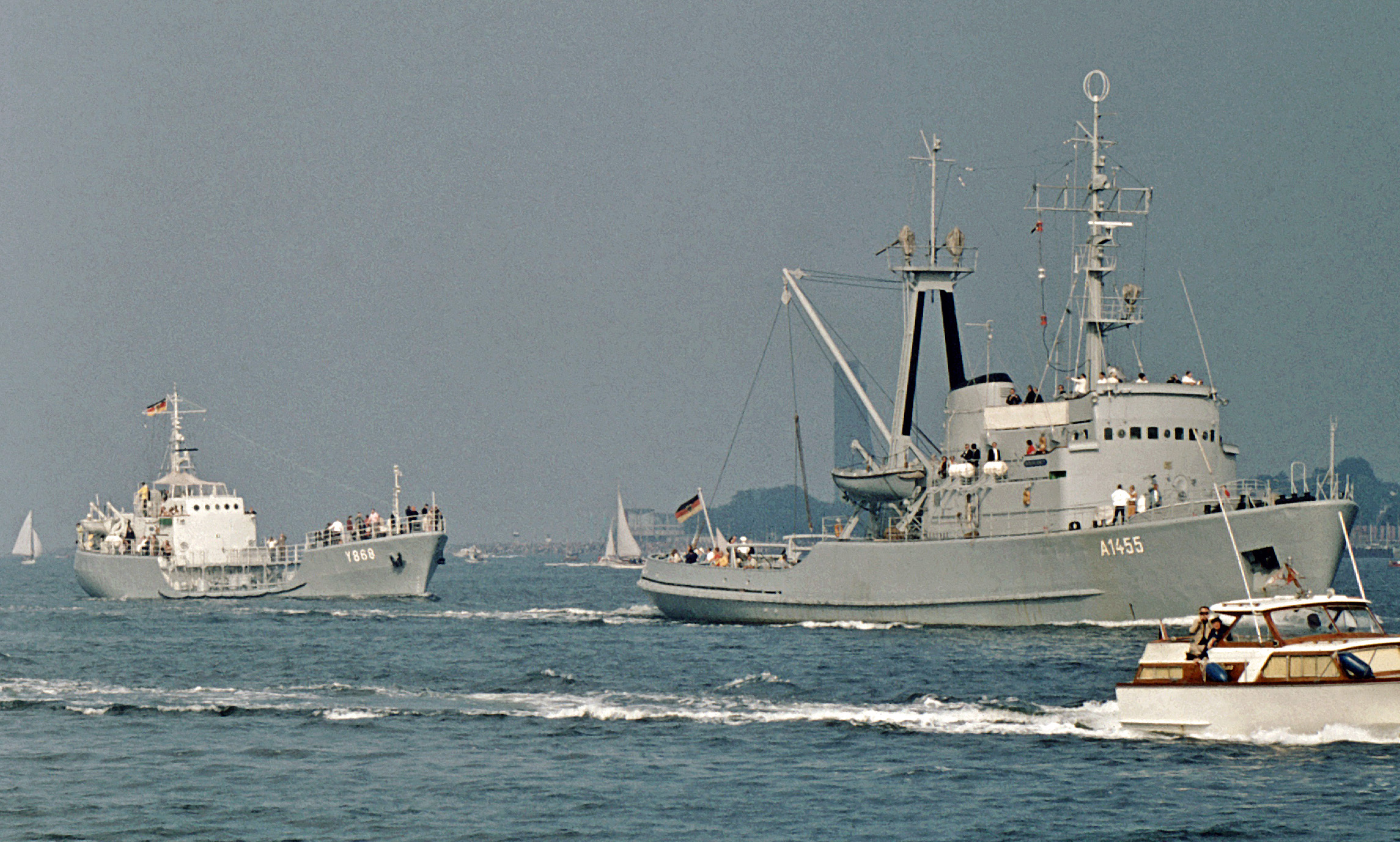
Norderney (A1455) und FW 5 (Y868) in Kiel, Sept. 1972

## Erläuterungen
1. 1 2  ROU ist die Abkürzung für República Oriental del Uruguay und der Namenspräfix uruguayischer Schiffe